# Serra de Can Mas
La Serra de Can Mas és una alineació muntanyosa de la Serralada de Marina, part de la Serralada Litoral Catalana. Es tracta d'una petita serra del terme de Badalona, que separa la vall de Canyet, a llevant, de la vall de Sant Jeroni de la Murtra, a ponent, la qual va estar conreada fins ben entrat el segle xx. Neix al Turó d'en Roda-soques (257 msnm) i a mesura que s'allarga cap al sud va perdent altura. La vegetació de la zona és formada per garrigues, pins pinyers, matollars d'albada i ginesta.
Pren el nom de la masia de Can Mas, que es troba a la zona sud de la serra, a la banda de Canyet. El 2021 l'Ajuntament va aprovar la recuperació del camí que transcorre la serra fins a la Vall de Sant Jeroni, tallat uns anys abans per un particular.